# Giulio Ciccone
Giulio Ciccone (ur. 20 grudnia 1994 w Chieti) – włoski kolarz szosowy.

## Osiągnięcia
Opracowano na podstawie:

2014
- 1. miejsce w klasyfikacji górskiej Giro della Valle d’Aosta

2015
- 1. miejsce w klasyfikacji górskiej Giro della Valle d’Aosta
- 2. miejsce w Piccolo Giro di Lombardia

2016
- 1. miejsce na 10. etapie Giro d’Italia

2017
- 1. miejsce na 6. etapie Tour of Utah
- 3. miejsce w Pro Ötztaler 5500

2018
- 1. miejsce w Giro dell’Appennino
- 2. miejsce w Adriatica Ionica Race
- 1. miejsce w klasyfikacji górskiej Okolo Slovenska

2019
- 1. miejsce na 2. etapie Tour du Haut-Var
- 1. miejsce w klasyfikacji górskiej Giro d’Italia
  - 1. miejsce na 16. etapie

2020
- 1. miejsce w Trofeo Laigueglia

2022
- 1. miejsce na 15. etapie Giro d’Italia

2023
- 2. miejsce w Volta a la Comunitat Valenciana
  - 1. miejsce w klasyfikacji punktowej
  - 1. miejsce na 2. etapie
- 1. miejsce na 2. etapie Volta Ciclista a Catalunya
- 1. miejsce w klasyfikacji górskiej Critérium du Dauphiné
  - 1. miejsce na 8. etapie
- 1. miejsce w klasyfikacji górskiej Tour de France

## Rankingi
| Rok              | 2014 | 2015 | 2016 | 2017 | 2018 | 2019 | 2020 | 2021 | 2022 | 2023 | 2024 |
| ---------------- | ---- | ---- | ---- | ---- | ---- | ---- | ---- | ---- | ---- | ---- | ---- |
| World Ranking    |      |      | 311. | 332. | 158. | 98.  | 69.  | 178. | 134. | 41.  | 61.  |
| UCI Europe Tour  | 482. | 344. | 339. | 318. | 77.  | 80.  | 57.  | 153. | 111. | 35.  | 50.  |
| UCI America Tour | -    | -    | -    | 28.  | -    |      |      |      |      |      |      |
|                  |      |      |      |      |      |      |      |      |      |      |      |
| Źródło: UCI      |      |      |      |      |      |      |      |      |      |      |      |